# Суботич, Ана
Ана Суботич (род. 18 ноября 1983, Валево) — сербская легкоатлетка, специализирующаяся в беге на длинные дистанции. 11-кратная чемпионка Сербии.
Заняла 10-е место на Роттердамском марафоне 2012 года, установив личный рекорд 2:36:14. На Олимпиаде 2012 года заняла 71-е место в марафоне, показав результат 2:38:22.
Завершила карьеру в 2018 году. В настоящее время проживает в городе Иваница.

## Достижения
- 2010:  Марафон Подгорицы — 2:43.22
- 2011:  Марафон Подгорицы — 2:40.36